# Seghouane (distrito)
Seghouane é um distrito localizado na província de Médéa, Argélia, e cuja capital é a cidade de mesmo nome. A população total do distrito era de 28 295 habitantes, em 2008.[carece de fontes?]

## Comunas
O distrito está dividido em quatro comunas:
- Seghouane
- Zoubiria
- Moudjbar
- Tlatet Eddouar